# Equus semiplicatus
Espèce
Equus semiplicatus est une espèce éteinte de chevaux qui vivait en Amérique du Nord lors du Pléistocène.